# Gonzalo Palavicino de Ibarrola
Gonzalo Palavicino de Ibarrola (València, 5 de maig de 1845 – Madrid, 23 de maig de 1899) fou un aristòcrata i polític valencià,, diputat a les Corts Espanyoles durant la restauració borbònica.

## Biografia
Era fill de Vicente Palavicino y Vallés, VII marquès de Mira-sol, i Casilda de Ibarrola y Mollinedo. En 1868 es casà amb María Josefa de Lara y Sanjuán, filla del ministre de guerra Juan de Lara e Irigoyen. Aquesta va morir el 1871, de manera que en 1875 es casà novament amb la seva germana María Luisa de Lara y San Juan.
A la mort del seu pare en 1868 heretà els seus títols: Baró de Frignani i Frignestani, Senyor de la Baronia de Rebollet, Senyor de Guardamar i de Guadasequíes, de la Puebla Larga i de Mahuella. També fou mestrant de València i gentilhome de cambra del rei Alfons XII.
Fou elegit diputat pel districte d'Énguera a les eleccions generals espanyoles de 1876, les primeres convocades després de la restauració borbònica.